# Federico Bocchia
Federico Bocchia (né le 4 octobre 1986 à Parme) est un nageur italien, spécialiste de la nage libre.
Spécialiste du 50 m nage libre, épreuve où il est souvent monté sur le podium des championnats italiens[réf. souhaitée], Bocchia commence sa carrière internationale avec les Championnats d'Europe 2003 juniors avec le relais : l'année suivante il remporte à Lisbonne 3 médailles juniors, l'argent du 50 m et du relais 4 x 100 mixte et le bronze sur le relais 4 x 100 m nage libre. Il remporte la médaille de bronze du 50 m n.l. lors des Jeux méditerranéens de 2009.